# Dicyrtoma maculosa
Dicyrtoma maculosa är en urinsektsart som först beskrevs av Heinrich Wilhelm Schott 1891.  Dicyrtoma maculosa ingår i släktet Dicyrtoma och familjen Dicyrtomidae. Inga underarter finns listade i Catalogue of Life.